# Alwalkeria maleriensis
Alwalkeria maleriensis és una espècie de dinosaure saurisqui basal que va viure en el Triàsic superior en el que avui en dia és l'Índia. Era un omnívor petit i bípede.